# 리쿠고촌
리쿠고촌(일본어: 陸郷村)은 일본 나가노현 기타아즈미군에 있던 촌이다. 1957년 3월 31일에 해체 분할되어 소멸되었다.

## 역사
- 1873년 10월 9일 - 아즈마군 리쿠고촌이 성립하였다.
- 1876년 8월 21일 - 나가노현에 소속되었다.
- 1879년 1월 4일 - 군구정촌 편제법 시행에 의해 기타아즈미군에 소속되었다.
- 1889년 4월 1일 - 정촌제 시행에 수반해 리쿠고촌이 성립하였다.
- 1957년 3월 31일 - 이케다정, 아카시나정, 이쿠사카촌이 각각 해체 분할되어 폐지되었다.